# Conchylia interstincta
Conchylia interstincta là một loài bướm đêm trong họ Geometridae.